# 88
Évszázadok: i. e. 1. század – 1. század – 2. század
Évtizedek: 30-as évek – 40-es évek – 50-es évek – 60-as évek – 70-es évek – 80-as évek – 90-es évek – 100-as évek – 110-es évek – 120-as évek – 130-as évek
Évek: 83 – 84 – 85 – 86 –  87 – 88 – 89 – 90 – 91 – 92 – 93

## Események

### Római Birodalom
- Domitianus császárt (helyettese január 13-tól Decimus Plotius Grypus, májustól Quintus Ninnius Hasta, szeptembertől Marcus Otacilius Catulus) és Lucius Minicius Rufust (helyettese Lucius Scribonius Libo Rupilius Frugi Bonus és Sextus Julius Sparsus)
- Lucius Tettius Iulianus, Moesia Superior kormányzója újabb hadjáratot indít a dákok ellen és ősszel Tapae mellett legyőzi őket. Ezt követően telelni visszahúzódik római területre.
- Domitianus megrendezteti a százados játékokat (ludi saeculares)
- Meghal Anacletus, Róma püspöke (a források ellentmondóak a tekintetben, hogy mártírként kivégezték vagy természetes úton halt meg). Utóda I. Clemens.

### Kína
- 32 éves korában meghal Csang császár. Utóda 9 éves fia, Ho. A birodalmat a régens, a korrupt, saját rokonait fontos pozíciókba helyező Tou császárné (Ho mostohaanyja) kormányozza. A hatalom egyre inkább a feleségek, ágyasok és az udvari eunuchok klikkjeinek kezébe csúszik át.
- A császárné egyik fivére, Tou Hszian meggyilkoltatja riválisát. Kiderül, hogy ő volt a felbujtó és őrizetbe veszik, de felajánlja hogy önként hadba indul az északi hsziungnuk ellen. A következő évben nagy győzelmet arat és visszatérte után viselkedése még arrogánsabbá válik.
- A Tarim-medencében Jarkand városa fellázad a kínai uralom ellen, de Pan Csao hadvezér leveri a felkelést.

## Halálozások
- Han Csang-ti, kínai császár
- Anacletus, római pápa

## Fordítás
- Ez a szócikk részben vagy egészben  a(z)   88 című francia Wikipédia-szócikk ezen változatának fordításán alapul.  Az eredeti cikk szerkesztőit annak laptörténete sorolja fel. Ez a jelzés csupán a megfogalmazás eredetét és a szerzői jogokat jelzi, nem szolgál a cikkben szereplő információk forrásmegjelöléseként.